# Cercops (mitologia)

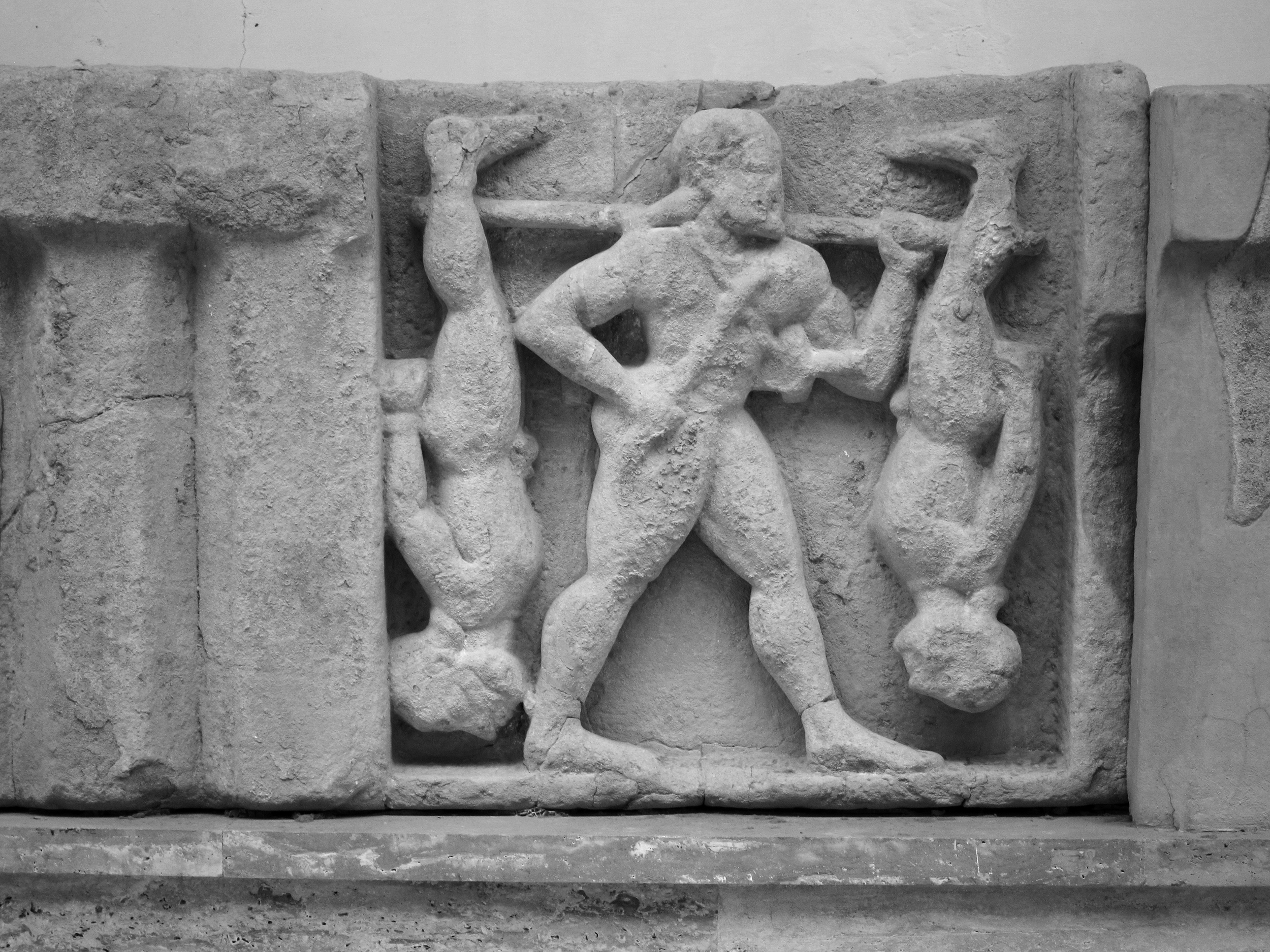
Paestum. Hèracles portant els Cercops

Els Cercops (en grec antic Κερκωπες), van ser segons la mitologia grega, dos germans, que de vegades es diuen Euríbates i Frinondas, o també Sil·los i Tríbal, però generalment se'ls coneix amb aquest nom col·lectiu de Cercops. La seva mare va ser Teia, una de les filles de Gea.
Els Cercops eren dos bandolers gegantins, i amb una força considerable que vivien a Eubea o a les Termòpiles però que hom se'ls podia trobar en qualsevol banda. Feien bromes pesades i assaltaven els viatgers i de vegades els assassinaven. La seva mare els va advertir de la vinguda d'un heroi anomenat Melampig (és a dir, un home de cul negre). Un dia els germans van trobar Hèracles adormit a la vora d'un camí i van intentar robar-li les armes. però l'heroi es va despertar, va conèixer qui eren i els va penjar pels peus, un a cada punta d'un llarg bastó. Se'ls carregà a les espatlles, com els cabrits quan es porten al mercat. En aquesta postura invertida van veure que Hèracles tenia el cul negre del sol i van comprendre la profecia de la seva mare. Van posar-se a riure i amb les seves bromes van aconseguir que Hèracles també es posés a riure i accedís a deixar-los anar.
Però després d'aquesta aventura els Cercops van seguir la seva vida de rapinyes, fins que un dia Zeus, cansat de la seva conducta, els transformà en micos i els desterrà a les dues illes que tanquen la badia de Nàpols, Procida i Ischia. Els seus descendents es van quedar a viure a aquestes illes, i d'aquí ve el nom que portava l'arxipèlag a l'antiguitat, ja que se l'anomenava "Illes dels Micos", les Pitecusses. Els cercopitecs deurien el seu nom a aquests personatges.